# Produit tensoriel
En mathématiques, le produit tensoriel est un moyen commode de coder les objets multilinéaires.
Il est utilisé en algèbre, en géométrie différentielle, en géométrie riemannienne, en analyse fonctionnelle et en physique (mécanique des solides, relativité générale et mécanique quantique).

## Produit tensoriel d'espaces vectoriels

### Définition
Théorème et définition. Soient {\displaystyle E} et {\displaystyle F} deux espaces vectoriels sur un corps commutatif {\displaystyle K}. Il existe un
espace vectoriel, noté {\displaystyle E\otimes F}, et une application bilinéaire
ayant la propriété suivante (dite universelle) : pour tout espace vectoriel {\displaystyle G} sur le même corps {\displaystyle K}, et pour toute application bilinéaire {\displaystyle g} de {\displaystyle E\times F} dans {\displaystyle G}, il existe
une et une seule application linéaire {\displaystyle {\tilde {g}}} de {\displaystyle E\otimes F} dans {\displaystyle G} telle que
De plus, un tel couple {\displaystyle (E\otimes F,\phi )}  est unique à un isomorphisme près.
L'espace {\displaystyle E\otimes F} est le produit tensoriel de {\displaystyle E} et {\displaystyle F}, et {\displaystyle x\otimes y}
est le produit tensoriel de {\displaystyle x} et {\displaystyle y}.
Parfois il est important de préciser le corps {\displaystyle K} dans la notation du produit tensoriel, on écrit alors {\displaystyle E\otimes _{K}F}. 
Si {\displaystyle (e_{i})_{i\in I}} et {\displaystyle (f_{j})_{j\in J}} sont respectivement des bases de {\displaystyle E} et {\displaystyle F},
alors {\displaystyle (e_{i}\otimes f_{j})_{(i,j)\in I\times J}} est une base de {\displaystyle E\otimes F}.
En particulier, si {\displaystyle E} et {\displaystyle F} sont de dimension finie,
Techniquement, le théorème d'existence et d'unicité est un garde-fou qui permet de se contenter du point de vue des bases.

### Produit tensoriel multiple
On peut réitérer l'opération. Le produit tensoriel est associatif :
il existe un isomorphisme naturel (c'est-à-dire ne dépendant pas du choix de bases)
entre {\displaystyle (E\otimes F)\otimes G} et {\displaystyle E\otimes (F\otimes G)}.
Cet isomorphisme envoie {\displaystyle (x\otimes y)\otimes z} sur {\displaystyle x\otimes (y\otimes z)}.
De même, les espaces {\displaystyle E\otimes F} et {\displaystyle F\otimes E} sont isomorphes.
Mais attention : si E = F, l'application bilinéaire
n'est pas symétrique. Bien plus, si x et y ne sont pas colinéaires, on a : {\displaystyle x\otimes y\not =y\otimes x}
Une situation très fréquente, notamment en géométrie différentielle, est celle
où l'on considère des produits tensoriels d'un certain nombre d'exemplaires de E et de son dual.
On dit qu'un élément de
{\displaystyle E^{\otimes p}\otimes E^{\ast \otimes q}} est un tenseur
p-contravariant et q-covariant, ou plus brièvement un tenseur de type (p,q).
L'espace {\displaystyle E^{\otimes p}\otimes E^{\ast \otimes q}} est aussi noté
{\displaystyle \bigotimes ^{p,q}E}
Attention. Les géomètres appellent "covariant" ce que les algébristes appellent "contravariant" et vice-versa.

### Produit tensoriel d'applications linéaires
Soient {\displaystyle E,E^{\prime },F,F^{\prime }} des espaces vectoriels, {\displaystyle f\in {\mathcal {L}}(E,E^{\prime })} et {\displaystyle g\in {\mathcal {L}}(F,F^{\prime })} des applications linéaires.
En appliquant la propriété universelle à l'application bilinéaire
on voit qu'il existe une unique application linéaire
C'est par définition le produit tensoriel de f et g.

## Exemples
Les exemples ci-dessous emploient la convention de sommation d'Einstein.
Avec cette convention, on n'écrit pas les sommations qui deviennent très vite lourdes à manipuler. On somme les indices répétés deux fois de la quantité appropriée.

### Deux exemples fondamentaux

#### Produit de deux tenseurs covariants d'ordre 1
Soient E et F deux espaces vectoriels de dimension finie sur un corps commutatif K. Le produit tensoriel des formes linéaires
est la forme bilinéaire sur E×F donnée par
(L'espace vectoriel {\displaystyle {\mathcal {L}}_{2}(E\times F,K)} s'identifie à {\displaystyle E^{\ast }\otimes F^{\ast }}).
En coordonnées, si {\displaystyle \alpha =(\alpha _{i})} et {\displaystyle \beta =(\beta _{j})}, alors

#### Produit d'un tenseur covariant et d'un tenseur contravariant, tous deux d'ordre 1
Soit maintenant {\displaystyle \alpha } une forme linéaire sur E et v un vecteur de F. Leur produit tensoriel s'identifie à l'application linéaire de E dans F donnée par
En coordonnées, si {\displaystyle \alpha =(\alpha _{i})} et {\displaystyle v=(v^{j})}, la matrice de cette application linéaire est {\displaystyle (\alpha _{i}v^{j})}.
Cela montre au passage que {\displaystyle {\mathcal {L}}(E,F)} s'identifie à {\displaystyle E^{\ast }\otimes F}, les éléments décomposés de {\displaystyle E^{\ast }\otimes F} correspondant aux applications linéaires de rang 1 de {\displaystyle {\mathcal {L}}(E,F)}.

### Extension du corps de base
Soit {\displaystyle K} un corps commutatif et {\displaystyle k\subset K} un sous-corps de {\displaystyle K}. À partir de tout espace vectoriel E sur {\displaystyle k}, on peut construire un espace vectoriel {\displaystyle {\tilde {E}}} sur {\displaystyle K} en posant 
 où le {\displaystyle k} en indice indique qu'il s'agit d'un produit tensoriel d'espaces vectoriels sur {\displaystyle k}. Un exemple important est celui où {\displaystyle k=\mathbb {R} } et {\displaystyle K=\mathbb {C} }. On dit alors que {\displaystyle {\tilde {E}}} est le complexifié de E.

### Produit tensoriel de deux tenseurs covariants d'ordres respectifspetq
Soient {\displaystyle S\in \bigotimes ^{p}E^{\ast }} et {\displaystyle T\in \bigotimes ^{q}E^{\ast }}.
Alors {\displaystyle S\otimes T} est la forme {\displaystyle p+q}-linéaire sur {\displaystyle E^{p+q}} définie par
En coordonnées,

### Produit tensoriel de deux tenseurs contravariants d'ordre 1
Il s'agit donc ici de vecteurs.
Soient E et F deux espaces vectoriels de dimension finie, et de dimensions respectives p et q, muni de bases respectives {\displaystyle (e_{i})_{1\leq i\leq p}} et {\displaystyle (f_{j})_{1\leq j\leq q}}.
Si (avec la convention d'Einstein) {\displaystyle v=v^{i}e_{i}} et {\displaystyle w=w^{j}f_{j}}, alors
Autrement dit, {\displaystyle E\otimes F} est un espace vectoriel de dimension pq dont une base est engendrée par les produits tensoriels deux à deux des vecteurs de base de E et F. En fait, l'espace {\displaystyle E\otimes F} et le produit {\displaystyle v\otimes w} ne dépendent pas du choix de ces bases. On peut le vérifier directement ou invoquer la définition intrinsèque du produit tensoriel.

## Produit tensoriel contracté

### Contraction
On peut envoyer {\displaystyle \bigotimes ^{p,q}E} dans {\displaystyle \bigotimes ^{p-1,q-1}E} de la façon suivante :
à {\displaystyle v_{1}\otimes v_{2}\cdots \otimes v_{p}\otimes \alpha _{1}\otimes \alpha _{2}\cdots \otimes \alpha _{q}}
on associe {\displaystyle \alpha _{1}(v_{1})v_{2}\otimes \cdots \otimes v_{p}\otimes \alpha _{2}\otimes \cdots \alpha _{q}}
(les {\displaystyle v_{i}} sont des vecteurs et les {\displaystyle \alpha _{i}} des formes linéaires).
Cette application, définie au départ sur les éléments décomposés de {\displaystyle \bigotimes ^{p,q}E}
(c'est-à-dire s'écrivant comme produits tensoriels d'éléments de {\displaystyle E} et de son dual),
se prolonge à l'espace tout entier.
En coordonnées (à condition de prendre sur {\displaystyle E^{\ast }} la base duale de la base choisie pour {\displaystyle E}),
cette application s'écrit
On a utilisé bien sûr la convention d'Einstein. Ici on a contracté
le premier indice contravariant et le premier indice covariant.
On peut faire cette opération avec d'autres indices : il y a pq contractions de
{\displaystyle \bigotimes ^{p,q}E} dans {\displaystyle \bigotimes ^{p-1,q-1}E}

Un produit tensoriel contracté est un produit tensoriel suivi d'une ou plusieurs contractions.
Il peut se voir comme une généralisation du produit de matrices.

### Application aux changements d'indice
Soit {\displaystyle g=g_{ij}} une forme bilinéaire non dégénérée. C'est un tenseur de type (0,2). La forme duale {\displaystyle g^{\ast }=g^{ij}} est un tenseur de type (2, 0). Le produit contracté de g (resp. {\displaystyle g^{\ast }}) par un tenseur de type (p, q) est un tenseur de type (p – 1, q + 1) (resp. de type (p + 1, q – 1).
En fait, grâce à l'hypothèse de non-dégénérescence, le produit contracté par g
est un isomorphisme de {\displaystyle \bigotimes ^{p,q}E} sur {\displaystyle \bigotimes ^{p-1,q+1}E}
dont l'isomorphisme inverse est le produit contracté par {\displaystyle g^{\ast }}.
Certains auteurs appellent ces isomorphismes isomorphismes musicaux
et les notent avec des bémols ou des dièses suivant qu'ils font descendre ou monter les indices.
Ils sont très utilisés en géométrie riemannienne ou pseudo-riemannienne.

### Exemples
- Pour p = q = 1, l'application de {\displaystyle E\bigotimes E^{\ast }} dans K n'est autre que la trace, si on utilise l'identification naturelle entre {\displaystyle E\bigotimes E^{\ast }} et {\displaystyle {\mathcal {L}}(E,E)}.
- Le tenseur de courbure d'une variété riemannienne (M, g) est un tenseur de type (1,3).
Il aurait donc a priori trois contractions possibles. Mais en raison de ses propriétés de symétrie, la contraction avec le troisième indice covariant donne 0, tandis que le premier et le deuxième donnent des résultats opposés. La courbure de Ricci est l'une de ces contractions (les conventions peuvent varier). En coordonnées{\displaystyle \mathrm {Ric} _{kl}=R_{kil}^{i}.}De façon intrinsèque, {\displaystyle \mathrm {Ric} (X,Y)} est la trace de l'opérateur linéaire {\displaystyle Z\mapsto R(X,Z)Y}.
- Sur une variété riemannienne ou pseudo-riemannienne, la divergence d'un tenseur s'obtient en contractant l'indice de dérivation et un autre indice (le plus souvent on travaille avec des tenseurs symétriques ou anti-symétriques, il n'y a alors au signe près qu'une divergence possible). Explicitement, la divergence d'un tenseur T de type (0, p + 1) est le tenseur de type (0, p) donné par

- En physique du solide, la loi de Hooke s'exprime par un produit tensoriel contracté : on a{\displaystyle S_{ij}=C_{ijkl}e_{kl}.}Ici C désigne le tenseur d'élasticité (symétrique d'ordre 4), e le tenseur des contraintes et S le tenseur des déformations (tous deux symétriques d'ordre 2)[4] (en physique classique, on travaille dans des repères orthonormés, ce qui permet de ne pas respecter les conventions d'indices, puisque l'on peut identifier tous les types de tenseurs de même ordre).

## Généralisations
Le produit tensoriel peut se définir
- dans le cas où le corps de base est non commutatif — mais alors {\displaystyle E\bigotimes F} sera seulement un groupe abélien ;
- pour les modules sur un anneau ;
- pour les fibrés vectoriels (à l'instar de toute opération « naturelle » sur les espaces vectoriels[5]) ;
- pour les espaces localement convexes (c'est cette généralisation qui a rendu Alexandre Grothendieck célèbre[6], bien avant ses travaux en géométrie algébrique).